# Chodnik (droga)

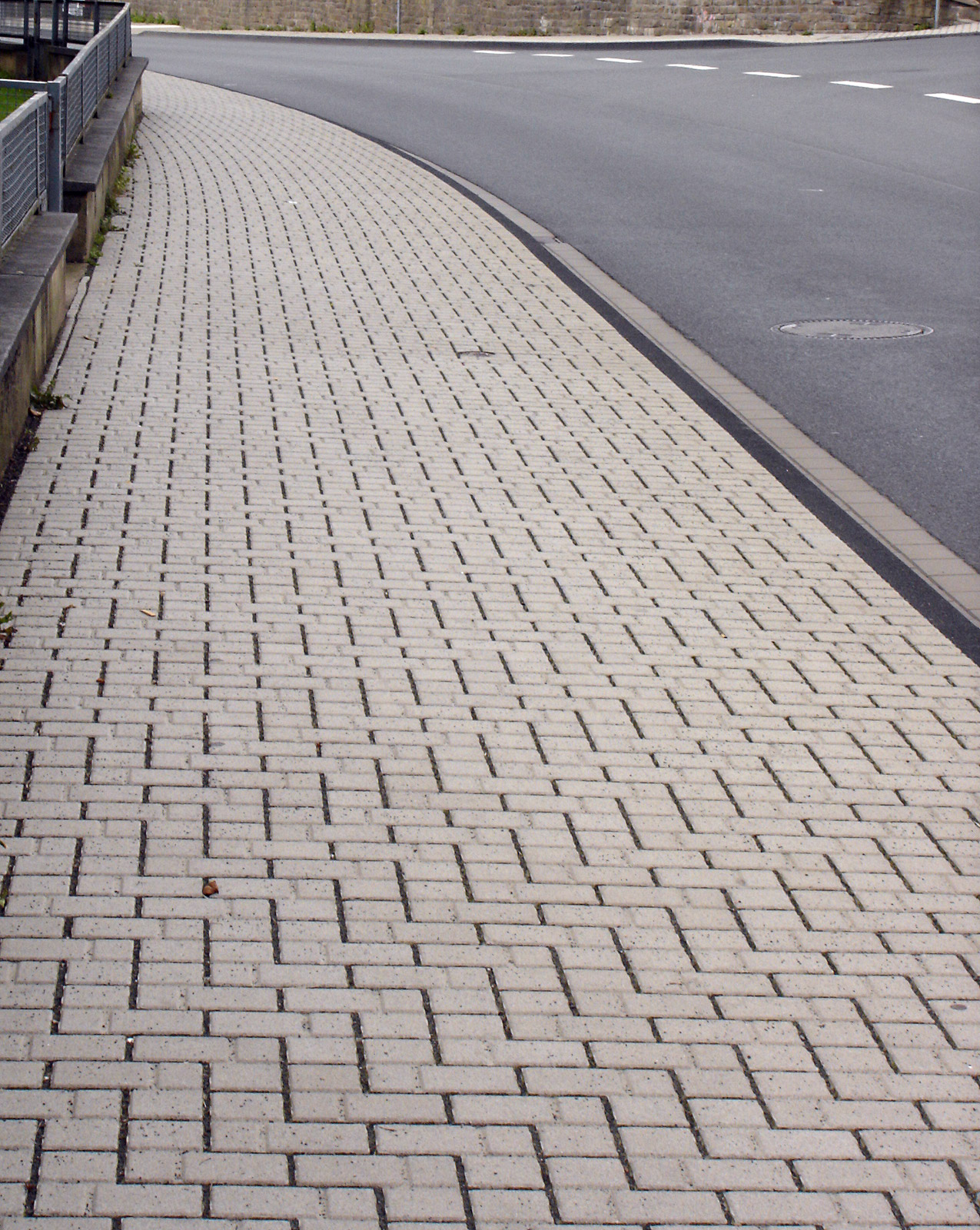
Pobocze wyłożone kostką (brak oznaczeń i informacji determinujących drogę dla pieszych, jak np. znak C-16).

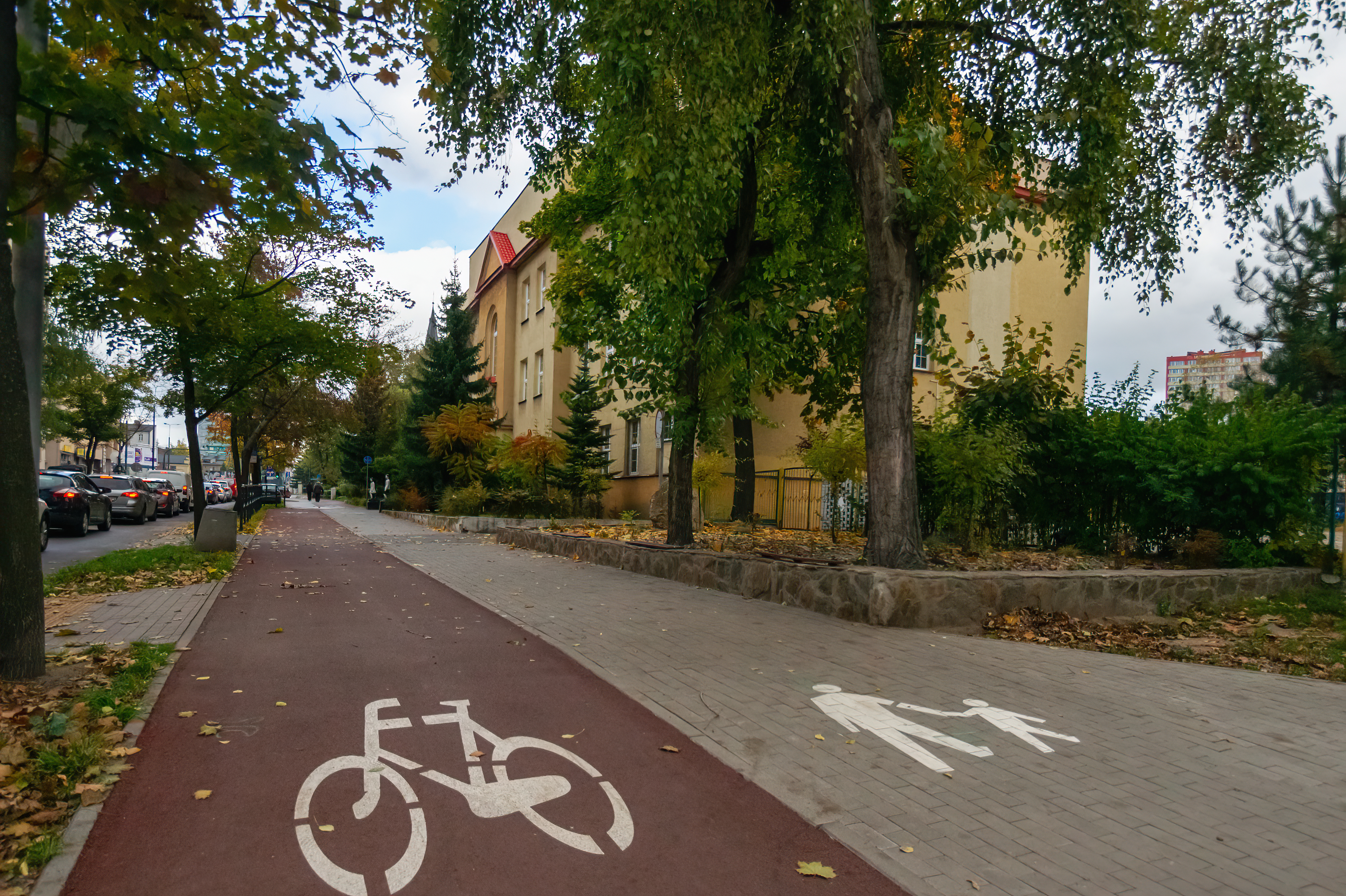
Oznaczenie poziome drogi dla rowerów (od lewej) i obok drogi dla pieszych.

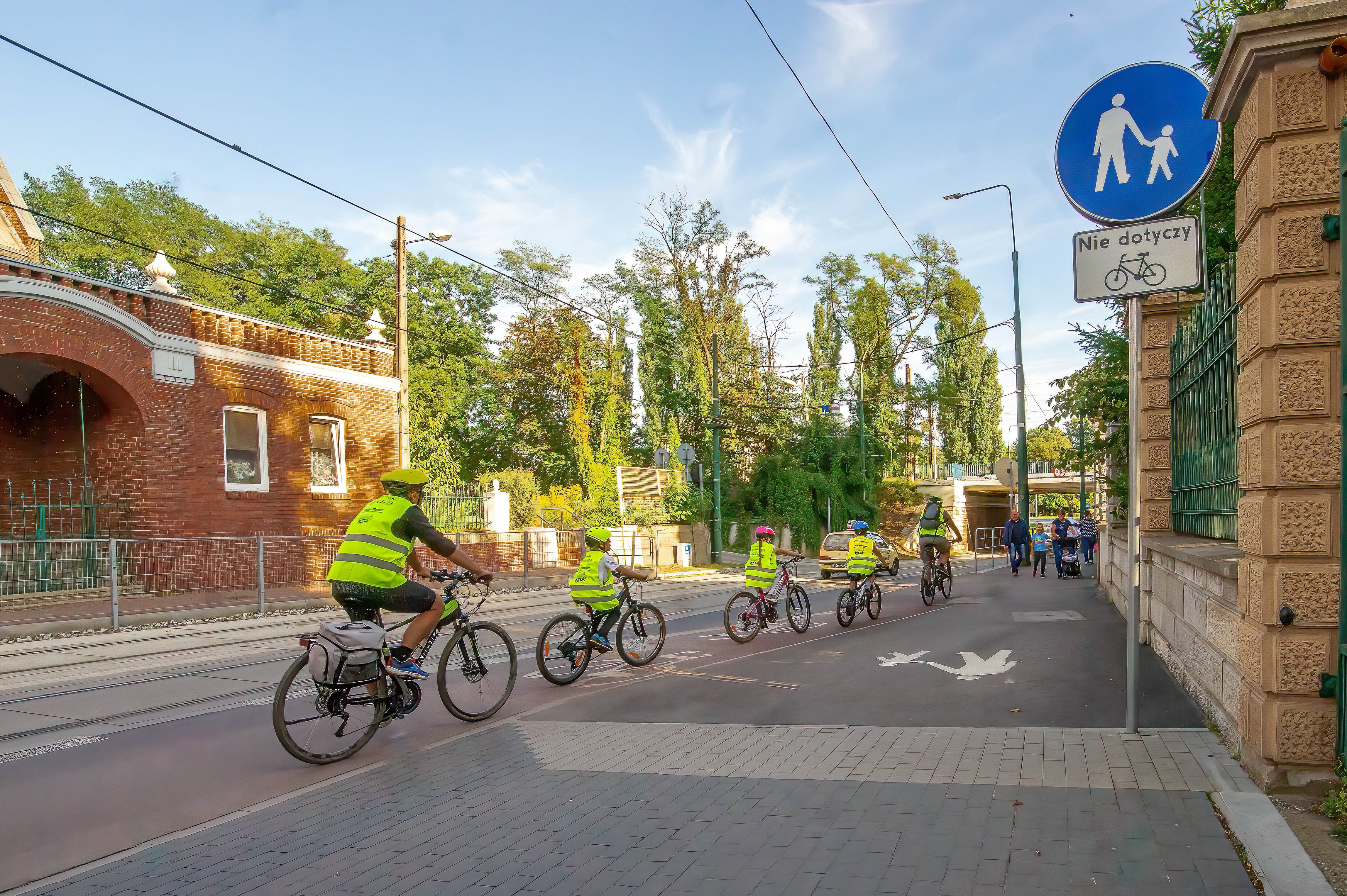
Oznaczenie pionowe drogi dla pieszych znakiem C-16 z tabliczką T-22 dopuszczającą ruch rowerów.

Chodnik, trotuar – utwardzony pas terenu służący do poruszania się pieszych, zazwyczaj fragment pobocza drogi. W Polsce najczęściej wyłożony jest płytami betonowymi, kostką betonową lub kamiennym brukiem.
Główną funkcją chodników jest zapewnienie bezpiecznej i wygodnej komunikacji pieszym i oddzielenie jej od komunikacji kołowej na drodze. Mogą pełnić funkcje promenady. Ozdobne mozaiki oraz specjalna, mała infrastruktura mogą przekształcać chodnik w dzieło sztuki.
Obecnie chodniki budowane są w wielu miastach w miarę możliwości i potrzeb łącznie z drogami rowerowymi, oświetlane, a krawężniki na przejściach dla pieszych są obniżone, by umożliwić ruch osób niepełnosprawnych i osób z wózkami dla dzieci.

## Regulacje prawne w Polsce
Do 20 września 2022 r. zgodnie z definicją z ustawy Prawo o ruchu drogowym (PoRD) chodnik był „częścią drogi przeznaczoną do ruchu pieszych”. Od 21 września 2022 r. chodnik to „część drogi dla pieszych przeznaczona wyłącznie do ruchu pieszych i osób poruszających się przy użyciu urządzenia wspomagającego ruch”.

### Jazda po drodze dla pieszych
Zgodnie z ustawą drogą dla pieszych mogą jeździć jedynie kierujący urządzeniami wspomagającymi ruch (UWR), nie można zatem jeździć pojazdami (według definicji z Ustawy PoRD art. 2 pkt 31). W szczególnych przypadkach dopuszcza się jednak ruch rowerów oraz urządzeń transportu osobistego (UTO) po drodze dla pieszych:
- Korzystający z UTO mogą korzystać z drogi dla pieszych, w sytuacji, gdy brakuje drogi dla rowerów lub drogi dla pieszych i rowerów, zgodnie z pkt 2 art. 33b ustawy PoRD.[4]
- Po drodze dla pieszych można jeździć, gdy spełnione są jednocześnie 3 warunki: nie ma drogi dla rowerów, drogi dla pieszych i rowerów lub pasa ruchu dla rowerów, dopuszczalna szybkość poruszania się na jezdni drogi wynosi więcej niż 50 km/h i chodnik ma minimum 2 metry szerokości. Rowerem można jechać także, gdy jadąca osoba opiekuje się „osobą w wieku do lat 10 kierującą rowerem”, a także w przypadku wystąpienia warunków pogodowych zagrażających bezpieczeństwu rowerzysty na jezdni, takich jak opady śniegu, silny wiatr, ulewa, gołoledź, gęsta mgła.[5]

### Parkowanie na drodze dla pieszych
Parkowanie na tej drodze pojazdem samochodowym dozwolone jest przy zachowaniu określonych warunków: parkowanie odbywa się przy krawędzi jezdni, na danym odcinku nie obowiązuje zakaz zatrzymania albo postoju, a szerokość drogi dla pieszych pozostawionego dla pieszych nie jest mniejsza niż 1,5 m. Pojazd nie może utrudniać przejścia pieszym po drodze dla pieszych (art. 47 ustawy Prawo o ruchu drogowym).

## Pozostałe informacje
- W Warszawie pierwsze chodniki o szerokości dwóch łokci wykonano na poboczach ulic w 1784. Zgodnie z wprowadzonymi przepisami, nie miały prawa wjeżdżać na nie wozy, ani sadowić się na nich przekupki[7].
- Istnienie chodników w danej miejscowości jest jednym z elementów umożliwiających wójtowi wystąpienie o nadanie praw miejskich danej wsi.